# (4214) Veralynn
(4214) Veralynn ist ein Hauptgürtelasteroid, der am 22. Oktober 1987 von Ljudmyla Schurawlowa am Krim-Observatorium entdeckt wurde.
Der Asteroid wurde nach der englischen Sängerin Vera Lynn benannt.